# Digging Your Scene - The Best of The Blow Monkeys
Digging Your Scene - The Best of The Blow Monkeys è una doppia raccolta gruppo britannico The Blow Monkeys, pubblicata il 4 febbraio del 2008.

## Descrizione
I 36 brani inclusi su questa doppia raccolta erano originariamente contenuti nei cinque album di studio del gruppo e gran parte sono usciti anche come singoli. Tra i più grandi successi ottenuti in quest'ultimo formato, sono sicuramente da ricordare It Doesn't Have to Be This Way (Numero 5 nella classifica britannica nel 1987, la posizione più alta da loro mai raggiunta) e Digging Your Scene (arrivando al Numero 12 nel 1986, questo pezzo ha rappresentato la prima hit nazionale, statunitense e internazionale dei Blow Monkeys, salendo fino al Numero 14 nella hit parade di Billboard e al Numero 7 nella classifica dance USA, e raggiungendo un rispettabile Numero 25 in Germania).
Un'altra Top Ten è costituita da Wait, un duetto, arrivato al Numero 7, accreditato soltanto al leader Dr. Robert, come Robert Howard (il suo vero nome), e alla diva della house di Chicago Kym Mazelle, nonostante venisse spesso suonato da tutto il gruppo, nei concerti dal vivo, e fosse contenuto anche nel loro quarto album Whoops! There Goes the Neighbourhood. Il brano riveste un'importanza particolare per la distinzione tra generi musicali, perché avrebbe dato vita al sottogenere house poi definito UK garage.
Altri cinque duetti sono compresi nella doppia collection del 2008: l'inno politico Celebrate (The Day After You), cantato con la leggenda del soul Curtis Mayfield (e pesantemente censurato, per via della pubblicazione avvenuta all'epoca della ri-elezione del 1987, quando l'allora Primo ministro britannico, Margaret Thatcher, la cosiddetta «Lady di ferro», veniva duramente attaccata da molti artisti e gruppi britannici, tra cui i Blow Monkeys); Be Not Afraid, un'interpretazione, piuttosto sentita da Robert, con lo straordinario musicista arabo Cheb Khaled (la descrizione della nascita graduale della canzone è una delle poche cose scritte da Howard nel libretto allegato ad un'altra doppia compilation, meno recente), Choice?, uno scatenato brano house suonato dalla band con la giovane vocalist Sylvia Tella (uno dei loro ultimi successi prima dello scioglimento, avvenuto nei primi anni novanta), la quale ha collaborato anche a Slaves No More, un singolo che ebbe meno successo e che rappresentava la seconda di due inediti inseriti nella prima raccolta, Choices - The Singles Collection (il cui titolo deriva proprio dal titolo del primo singolo estratto da quell'album) e che compare anche qui; e, infine, Sweet Murder, uno dei primi esperimenti musicali del gruppo, realizzato con il toaster Eek-A-Mouse, che si esibisce nel tipico rap giamaicano, reso popolare soprattutto dal remix di Do You Really Want to Hurt Me dei Culture Club e da altri brani meno noti di Boy George come solista (mai uscita su formato singolo, Sweet Murder divenne una traccia piuttosto popolare all'interno del repertorio dei Blow Monkeys, contenuta sul secondo album, Animal Magic, che comprendeva anche il loro primissimo successo, la citata Digging Your Scene).
Questa doppia raccolta ripropone anche molte altre tracce tratte dai cinque album di studio, tra le più riuscite, tra cui la title track del quinto e ultimo album Springtime for the World, la medley strumentale Vibe Alive/Reflections '89, la ballabile Squaresville, e molte altre.

## Tracce
Disco 1
1. Digging Your Scene
2. Celebrate (The Day After You) - The Blow Monkeys & Curtis Mayfield
3. Wait - Robert Howard & Kym Mazelle
4. It Doesn't Have to Be This Way
5. Springtime for the World
6. Be Not Afraid - The Blow Monkeys & Cheb Khaled
7. Vibe Alive/Reflections '89
8. As the Dust Settles
9. La Passionara
10. This Is Your Life (1988 mix)
11. Choice? - The Blow Monkeys & Sylvia Tella
12. Slaves No More - The Blow Monkeys & Sylvia Tella
13. Out with Her
14. Heaven Is a Place
15. In Too Deep
16. Let the People Dance
17. Checking Out
18. If You Love Somebody

Disco 2
1. Man from Russia
2. He's Shedding Skin
3. Atomic Lullaby
4. Wildflower
5. Wicked Ways
6. Forbidden Fruit
7. Squaresville
8. It Pays to Belong
9. Trashtown Incident
10. Fat Cat Belusha
11. Bombed into the Stoneage
12. Aeroplane City Lovesong
13. I Backed a Winner in You
14. I Nearly Died Laughing
15. Come on Down
16. Sweet Murder - The Blow Monkeys & Eek-A-Mouse
17. Rise Above
18. The Other Side of You

## Formazione
- Dr Robert: voce, pianoforte, chitarre, musica, testi, libretto
- Mick Anker: basso
- Tony Kiley: batteria
- Neville Henry: sassofono

## Produzione
- Dr. Robert
- Adam Moseley
- Peter Wilson
- Michael Baker & The Axeman
- Stephen Hague
- Juan Atkins
- Paul Witts/Egor
- Hector